# 尖頭咽麗魚
尖頭咽麗魚又名賈氏非鯽，為輻鰭魚綱䲁形目麗魚科的其中一種，分布於非洲三比西河上游流域，體長可達12公分，棲息在底中層水域，生活習性不明。

## 擴展閱讀
- 維基物種上的相關：尖頭咽麗魚